# ۱۲ راند ۲: بارگذاری مجدد
۱۲ راند ۲: بارگذاری مجدد (انگلیسی: 12 Rounds 2: Reloaded) فیلمی در ژانر اکشن و مهیج است که در سال ۲۰۱۳ منتشر شد. از بازیگران آن می‌توان به سیندی بازبی، رندی اورتن، و تام استیونز اشاره کرد.

## خلاصه داستان
نیک مالوی یک پزشک هست که در اورژانس کار می‌کند اکنون او درگیر یک پروژه هست افرادی قصد دارن که به آن پروژه دست پیدا کنند اکنون نیک باید …